# Vincenzo Cimatti

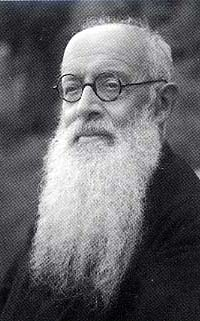
Vincenzo Cimatti

Vincenzo Cimatti (Faenza, 15 luglio 1879 – Tokyo, 6 ottobre 1965) è stato un presbitero, educatore e compositore italiano della Società Salesiana di San Giovanni Bosco, fondatore dell'opera salesiana in Giappone.

## Biografia
Il padre era bracciante, la madre tessitrice. Tutti e tre i figli sopravvissuti alla mortalità infantile dell'epoca scelsero la vita consacrata: Luigi e Vincenzo come salesiani, Santina come suora Ospedaliera della Misericordia, con nome di suor Maria Raffaella, beatificata da papa Giovanni Paolo II nel 1996.
Maturata la sua vocazione tra i salesiani della sua città, fu mandato a Torino dove fu allievo a Valsalice e poi professore incaricato della formazione dei chierici.
Nel 1900 ottenne il diploma di abilitazione all'insegnamento del canto corale al Regio Conservatorio di Musica in Parma. Poi nel 1903 la laurea in Scienze naturali alla Regia Università di Torino (Facoltà di Agraria), e in Filosofia.
Insegnò agraria, pedagogia, canto. Dal 1912 al 1919 fu direttore dell'Oratorio San Luigi, poi fu di nuovo a Valsalice come direttore fino al 1925, anno in cui fu accolta la sua domanda per andare missionario in Giappone.
A partire dal 1926 don Cimatti svolse per 40 anni in Giappone un'intensa attività pastorale e missionaria secondo il carisma di San Giovanni Bosco; fu direttore per 10 anni (fino all'età di 82 anni) dello Studentato Teologico Salesiano sorto a Chōfu nel 1950.
Promosse la fondazione delle Suore di Carità di Miyazaki, fu apostolo della buona stampa, allargò l'opera dei salesiani con scuole professionali ed oratori.
Dal 1928 fu superiore della missione sui iuris di Miyazaki, che nel 1935 papa Pio XI elevò a prefettura apostolica. Cimatti ne divenne il prefetto apostolico, con il conseguente titolo di "monsignore", che gli rimase per il resto della vita. Da tale carica si dimise nel 1940.
Versatile, lasciò molti scritti di pedagogia, di agraria, di agiografia. Sono state raccolte 6 138 sue lettere delle quali è in preparazione la pubblicazione in lingua italiana presso la Università Pontificia Salesiana di Roma.
Don Vincenzo Cimatti fu musico di una fecondità straordinaria. Sono circa 950 le sue composizioni musicali, tra cui 18 Messe cantate, la prima opera lirica in lingua giapponese "Hosokawa Grazia" (in tre atti), e 48 operette.
Morì a Tokyo il 6 ottobre 1965.

## Devozione
L'allora rettore maggiore dei salesiani, don Renato Ziggiotti, lo portò ad esempio come modello di salesianità.
Di lui fu introdotta la causa di beatificazione e canonizzazione. Nel 1977, a 12 anni dalla sua morte, fu fatta la ricognizione della salma e questa fu trovata intatta, morbida e flessibile. I medici dichiarano che "Non è mummificato, né saponificato. La pelle è ancora soffice e le articolazioni sono mobili quasi al normale. Scientificamente non sappiamo spiegare questo fenomeno". Ma la Chiesa non lo considera un miracolo. Nel 1991 fu dichiarato venerabile da papa Giovanni Paolo II. Perché sia dichiarato beato, si richiede un miracolo ottenuto invocando la sua intercessione. Un altro miracolo sarà poi necessario perché sia dichiarato santo.
Il materiale da lui lasciato è raccolto nel Cimatti Museum di Tokyo. La sua tomba si trova nella cripta della cappella, ed è continuamente meta di pellegrinaggi.